# 登儀村
登儀村（とぎそん）は、鳥取県岩美郡にあった自治体である。1896年（明治29年）3月31日までは法美郡に属した。

## 概要
現在の鳥取市（旧国府町）のうち、国府町新井・国府町吉野・国府町松尾・国府町中河原・国府町山崎・国府町殿・国府町神護に相当する。袋川（雨滝川）中流域に位置した。
藩政時代には鳥取藩領の法美郡登儀郷（とぎのごう）に属する新井村・吉野村・松尾村・中河原村、大茅郷（おおかやのごう）に属する山崎村・殿村・神護村があった（神護村は因幡民談記と因幡志では大茅郷だが、因伯郷村帳では登儀郷の所属とされた）。
中河原（なかがわら）は地内の東域で上地川と雨滝川が合流しており、山麓を削って河原を形成したことから「村の中の川に河原がある」が由来とされる。右岸の源門寺地区には役場・小学校・登記所（後の鳥取地方法務局中河原出張所、1962年廃止）・中河原郵便局・巡査駐在所などが置かれ地域行政の中心となっていた。
山崎（やまさき）も上地川と雨滝川が合流する場所であることから、両川に挟まれた山の先端にあるにできた村が由来とされる。
神護（かんご）は因幡志によると大茅郷を領地した松島神護兵衛から取ったという説は間違いで、最初から神護という地名があり松島氏がその地名を取って神護兵衛としたとされる。その神護の由来は、かつてこの辺り一帯は大草郷（おおかやのさと）と言い、郷の大半は菅野大明神の社領であった。その社領に住む人民である神戸（かんべ）が「じんご」となり、「かんご」と変わったのではないかと考えられる。江戸初期までは神後と書かれたが元禄以後に今の字に改められたとされる。
殿（との）は村の前に雨滝川が流れ、その上に因幡毛利氏が籠もった山崎城跡がそびえており毛利の重臣の屋敷が並んでいたことに由来するとされる。2011年（平成23年）に殿ダムが建設された。
吉野（よしの）は、古代に大和国大峰山を模した国峰行場が巨濃郡荒金に造られて大峰入りの修行場となった。その起点となった当地が大峰山のふもとの吉野に似ているため吉野と呼ぶようになったと因幡志にはある。
松尾（まつお）は因幡志によると元は手見の里と言われて吉野と一つの村であった。大同年間に山城国松尾神社の分霊を勧請して松尾大明神が建てられ、その社地で吉野から別れて枝郷が成立したが、神社にちなんで枝郷を松尾と言うようになった。なお松尾神社は山上にあり地勢が険しく近寄り難かったため後に山下に遷し、地名から手見神社と呼ぶようになった。
新井（にい）には安徳天皇の祖母で平清盛の妻であった平時子（二位尼）の墓と伝承される新井の石舟古墳があり、そこから「二位」が生まれたが、世に隠れ住んだ人を表沙汰にするのは適切でないということから同じ訓の「新井」に改まったとする説などがある。

## 沿革
- 1881年（明治14年）9月12日 - 鳥取県再置。
- 1883年（明治16年） - 連合戸長役場を中河原村に設置。
- 1889年（明治22年）10月1日 - 町村制施行により、新井村・吉野村・松尾村・中河原村・山崎村・殿村・神護村が合併して村制施行し、登儀村が発足。旧村名を継承した7大字を編成。上舟村との組合役場を中河原村に設置[4][5]。
- 1896年（明治29年）4月1日 - 郡制の施行により、邑美郡・法美郡・岩井郡の区域をもって岩美郡が発足し、岩美郡登儀村となる。
- 1914年（大正3年）10月1日 - 「登儀村大字○○村」から大字の「村」を削除し、「登儀村大字○○」と改称[6]。
- 1918年（大正7年）4月1日 - 上舟村と合併して成器村が発足。同日登儀村廃止[1]。

## 行政

### 戸長
- 中河原村外十九ヶ村連合戸長役場（1883年 - 1889年）：早川敬造[7]
管轄区域：中河原村・神護村・殿村・山崎村・松尾村・吉野村・新井村（後の登儀村）、上地村・上荒舟村・荒舟村（後の上舟村）、十石村・楠城村・菅野村・栃本村・大石村・石井谷村・雨滝村・木原村・下木原村（後の大茅村）、山根村（後の御陵村の一部）[8]

### 歴代組合村長
| 氏名       | 在職                                    | 備考                   |
| ---------- | --------------------------------------- | ---------------------- |
| 中村善実   | 1896年（明治29年）                      | [ 9 ]                  |
| 井土垣政造 | 1908年（明治41年） - 1911年（明治44年） | [ 10 ] [ 11 ]          |
| 小谷兼一   | 1912年（明治45年） - 1916年（大正5年）  | 、前東村長             |
| 山本慶造   | 1916年（大正5年） - 1917年（大正6年）   | 、合併後成器村長に就任 |

## 教育
- 成器尋常高等小学校（後の国府町立成器小学校）

## 交通
- 雨滝街道（現在の県道31号）[1]